# Grand Prix Španělska 2001
Grand Prix Španělska 2001 (XLIII Gran Premio de España Telefónica), 5. závod 52. ročníku mistrovství světa jezdců Formule 1 a 43. ročníku poháru konstruktérů, historicky již 668. grand prix, se již tradičně odehrála na okruhu v Barceloně.

## Výsledky

### Kvalifikace
| Pořadí | Číslo | Pilot                 | Konstruktér        | Čas      | Odstup |
| ------ | ----- | --------------------- | ------------------ | -------- | ------ |
| 1      | 1     | Michael Schumacher    | Ferrari            | 1:18.201 |        |
| 2      | 3     | Mika Häkkinen         | McLaren - Mercedes | 1:18.286 | +0.085 |
| 3      | 4     | David Coulthard       | McLaren - Mercedes | 1:18.635 | +0.434 |
| 4      | 2     | Rubens Barrichello    | Ferrari            | 1:18.674 | +0.473 |
| 5      | 5     | Ralf Schumacher       | Williams - BMW     | 1:19.016 | +0.815 |
| 6      | 12    | Jarno Trulli          | Jordan - Honda     | 1:19.093 | +0.892 |
| 7      | 10    | Jacques Villeneuve    | BAR - Honda        | 1:19.122 | +0.921 |
| 8      | 11    | Heinz-Harald Frentzen | Jordan - Honda     | 1:19.150 | +0.949 |
| 9      | 17    | Kimi Räikkönen        | Sauber - Petronas  | 1:19.229 | +1.028 |
| 10     | 16    | Nick Heidfeld         | Sauber - Petronas  | 1:19.232 | +1.031 |
| 11     | 9     | Olivier Panis         | BAR - Honda        | 1:19.479 | +1.278 |
| 12     | 6     | Juan Pablo Montoya    | Williams - BMW     | 1:19.660 | +1.459 |
| 13     | 18    | Eddie Irvine          | Jaguar - Ford      | 1:20.326 | +2.135 |
| 14     | 23    | Luciano Burti         | Prost - Acer       | 1:20.585 | +2.384 |
| 15     | 22    | Jean Alesi            | Prost - Acer       | 1:20.601 | +2.400 |
| 16     | 15    | Enrique Bernoldi      | Arrows - Asiatech  | 1:20.696 | +2.495 |
| 17     | 14    | Jos Verstappen        | Arrows - Asiatech  | 1:20.737 | +2.536 |
| 18     | 21    | Fernando Alonso       | Minardi - European | 1:21.037 | +2.836 |
| 19     | 7     | Giancarlo Fisichella  | Benetton - Renault | 1:21.065 | +2.864 |
| 20     | 19    | Pedro de la Rosa      | Jaguar - Ford      | 1:21.338 | +3.137 |
| 21     | 8     | Jenson Button         | Benetton - Renault | 1:21.916 | +3.715 |
| 22     | 20    | Tarso Marques         | Minardi - European | 1:22.522 | +4.351 |

### Závod
| Pořadí | Číslo | Jezdec                | Konstruktér      | Kola | Čas/odstoupení | Start | Body |
| ------ | ----- | --------------------- | ---------------- | ---- | -------------- | ----- | ---- |
| 1      | 1     | Michael Schumacher    | Ferrari          | 65   | 1:31:03.305    | 1     | 10   |
| 2      | 6     | Juan Pablo Montoya    | Williams-BMW     | 65   | +40.738        | 12    | 6    |
| 3      | 10    | Jacques Villeneuve    | BAR-Honda        | 65   | +49.626        | 7     | 4    |
| 4      | 12    | Jarno Trulli          | Jordan-Honda     | 65   | +51.253        | 6     | 3    |
| 5      | 4     | David Coulthard       | McLaren-Mercedes | 65   | +51.616        | 3     | 2    |
| 6      | 16    | Nick Heidfeld         | Sauber-Petronas  | 65   | +1:01.893      | 10    | 1    |
| 7      | 9     | Olivier Panis         | BAR-Honda        | 65   | +1:04.977      | 11    |      |
| 8      | 17    | Kimi Räikkönen        | Sauber-Petronas  | 65   | +1:19.808      | 9     |      |
| 9      | 3     | Mika Häkkinen         | McLaren-Mercedes | 64   | Spojka         | 2     |      |
| 10     | 22    | Jean Alesi            | Prost-Acer       | 64   | +1 kolo        | 15    |      |
| 11     | 23    | Luciano Burti         | Prost-Acer       | 64   | +1 kolo        | 14    |      |
| 12     | 14    | Jos Verstappen        | Arrows-Asiatech  | 63   | +2 kola        | 17    |      |
| 13     | 21    | Fernando Alonso       | Minardi-European | 63   | +2 kola        | 18    |      |
| 14     | 7     | Giancarlo Fisichella  | Benetton-Renault | 63   | +2 kola        | 19    |      |
| 15     | 8     | Jenson Button         | Benetton-Renault | 62   | +3 kola        | 21    |      |
| 16     | 20    | Tarso Marques         | Minardi-European | 62   | +3 kola        | 22    |      |
| Ret    | 2     | Rubens Barrichello    | Ferrari          | 49   | Zavěšení       | 4     |      |
| Ret    | 18    | Eddie Irvine          | Jaguar-Cosworth  | 48   | Motor          | 13    |      |
| Ret    | 5     | Ralf Schumacher       | Williams-BMW     | 20   | Brzdy          | 5     |      |
| Ret    | 15    | Enrique Bernoldi      | Arrows-Asiatech  | 8    | Tlak paliva    | 16    |      |
| Ret    | 19    | Pedro de la Rosa      | Jaguar-Cosworth  | 5    | Kolize         | 20    |      |
| Ret    | 11    | Heinz-Harald Frentzen | Jordan-Honda     | 5    | Kolize         | 8     |      |

## Průběžné pořadí šampionátu
Pohár jezdců
| Pořadí | Jezdec             | Body |
| ------ | ------------------ | ---- |
| 1      | Michael Schumacher | 36   |
| 2      | David Coulthard    | 28   |
| 3      | Rubens Barrichello | 14   |
| 4      | Ralf Schumacher    | 12   |
| 5      | Nick Heidfeld      | 8    |

Pohár konstruktérů
| Pořadí | Tým              | Body |
| ------ | ---------------- | ---- |
| 1      | Ferrari          | 50   |
| 2      | McLaren-Mercedes | 32   |
| 3      | Williams-BMW     | 18   |
| 4      | Jordan-Honda     | 13   |
| 5      | Sauber-Petronas  | 9    |